# Kelly Joyce
 (janvier 2011).
Si vous disposez d'ouvrages ou d'articles de référence ou si vous connaissez des sites web de qualité traitant du thème abordé ici, merci de compléter l'article en donnant les références utiles à sa vérifiabilité et en les liant à la section « Notes et références ».
Kelly Joyce Bale Simoës de Fonseca, dite Kelly Joyce, est une chanteuse française, née le 7 novembre 1982 à Paris.
La chanteuse Kelly Joyce, née et élevée en France, est issue d'une famille de diplomates et d'hommes politiques zaïrois par son père, l'auteur-compositeur-interprète King-Joë Bale, dont la famille est d'ascendance princière, puisque descendante des derniers rois bantous du Kongo (il est le fils du prince Bale Ndekekete Bande, un diplomate de la République du Zaïre, et le neveu utérin du maréchal Mobutu).[réf. nécessaire] Elle appartient de plus par sa mère, Emmanuelle Seck Vidal Simoës de Fonseca, dite Manow Bale, chanteuse et écrivaine franco-sénégalaise, sociétaire de la Société française des gens de lettres, à une famille d'écrivains et d'artistes (elle est la fille de l'acteur de cinéma et de théâtre sénégalais, Douta Seck, et de l'écrivaine et productrice de télévision française, Marie-Louise Vidal de Fonseca) et possède également une ascendance brésilienne (par la famille da Fonseca, naturalisée française et francisée de Fonseca), étant descendante de l'artiste peintre franco-brésilien Gaston Simoes de Fonseca et du maréchal Manuel Deodoro da Fonseca, premier président de la République du Brésil.
Elle est fan, notamment, de Joséphine Baker et de Grace Jones qui influencent ses compositions et réside aujourd'hui en Italie, où a été édité son premier single en 2001, intitulé Vivre la vie, puis son 1er album.
Kelly Joyce est également l'aînée d'une sœur, Kaigé Jean, autrice-compositrice-interprète et chorégraphe, née en 1993.

## Discographie

### Albums
- 2001 : Kelly Joyce| No  | Titre                                 | Durée |
| --- | ------------------------------------- | ----- |
| 1.  | Avec l'amour                          | 3:44  |
| 2.  | Toits de Paris                        | 3:45  |
| 3.  | You Better Run                        | 3:59  |
| 4.  | Moonlight Tango                       | 3:40  |
| 5.  | Vivre la Vie                          | 4:02  |
| 6.  | Close to You                          | 3:55  |
| 7.  | Cherchez la femme                     | 5:56  |
| 8.  | Doudou Mwin                           | 2:50  |
| 9.  | Au loin de toi                        | 3:58  |
| 10. | Avec l'amour (version ethnique)       | 4:27  |
| 11. | Monde Noir                            | 4:00  |
| 12. | The Tree                              | 4:51  |
| 13. | Cherchez la femme (version française) | 5:09  |

- 2004 : Chocolat| No  | Titre                                  | Durée |
| --- | -------------------------------------- | ----- |
| 1.  | Passe-Partout                          | 3:51  |
| 2.  | Chocolat                               | 4:15  |
| 3.  | Folies                                 | 4:02  |
| 4.  | Little Kaigè                           | 3:37  |
| 5.  | Bicycle                                | 4:10  |
| 6.  | Melody (And All the Galaxy Is Dancing) | 3:41  |
| 7.  | C'est l'amour qui vient                | 3:37  |
| 8.  | La Femme dans la nuit                  | 3:41  |
| 9.  | Shadow                                 | 4:00  |
| 10. | Colours                                | 4:18  |
| 11. | Tes Bla Blas                           | 3:34  |
| 12. | El Cobra                               | 3:28  |
| 13. | L'Ingénue                              | 4:22  |

- 2013 : Jazz Mon amour pour l'Afrique| No  | Titre                          | Durée |
| --- | ------------------------------ | ----- |
| 1.  | All the Thing You Are          |       |
| 2.  | Avec l'amour                   |       |
| 3.  | Change Is Gonna Come           |       |
| 4.  | Chocolat                       |       |
| 5.  | History Repeating              |       |
| 6.  | Mo'Better Blues                |       |
| 7.  | My Baby Just Don't Care        |       |
| 8.  | My Favorite Things             |       |
| 9.  | Rendez-Vous                    |       |
| 10. | Roots (Outro)                  |       |
| 11. | Sitting On the Dock of the Bay |       |
| 12. | Summertime                     |       |
| 13. | Tutu                           |       |

### Singles
- 2001 : Vivre la vie
- 2001 : Avec l'amour
- 2001 : Cherchez la femme
- 2003 : Little Kaigè
- 2003 : Au loin de toi
- 2004 : C'est l'amour qui vient
- 2004 : Melody (And All the Galaxy Is Dancing)
- 2005 : Cos'è Che Vuoi Da Me (Feat. Big Fish & Esa)
- 2006 : Tu Mi Porti Su (Feat. Big Fish & Esa)
- 2007 : Delicate (Feat. Four-Kings)
- 2008 : Rendez-Vous
- 2009 : Hallô
- 2012 : Wake Up (Four Crakers)
- 2014 : (Settembre) Ce que j'aime de toi